# NCT 127 おしえてJAPAN!
『NCT 127 おしえてJAPAN!』（エヌシーティー イチニナナ おしえて ジャパン!）は2019年6月9日よりdTVで配信されていたスクールバラエティ番組。韓国の男性アイドルグループNCT 127の冠番組。略称は『おしジャパ』。

## 概要
2018年に日本デビューを果たし、さらなる飛躍を目指している多国籍ボーイズグループNCT 127によるスクールバラエティ番組。学校を舞台にして、日本を知るための様々な文化を学ぶ。

## 出演者

### Lesson1
- NCT 127
- 平子祐希（アルコ&ピース） - 担任
- 酒井健太（アルコ&ピース） - 副担任
- 篠宮暁（オジンオズボーン） - 特別講師

### Lesson2
- NCT 127
- 柴田英嗣（アンタッチャブル） - 担任
- 篠宮暁（オジンオズボーン） - 副担任
- きつね - 応援団

## 放送内容
| # | 配信日        | テーマ     | 授業内容                                                              | 参考  |
| - | ------------- | ---------- | --------------------------------------------------------------------- | ----- |
| 1 | 2019年6月9日  | 自己紹介   | オジンオズボーン・篠宮暁考案による各メンバーの自己紹介を習得する。    | [ 1 ] |
| 2 | 2019年6月16日 | イケボ     | 「NCT 127 イケボNo.1決定戦」を開催する。                              | [ 2 ] |
| 3 | 2019年6月23日 | 心理テスト | 心理テスト作家の中嶋真澄が特別講師としてメンバー9人の内面を磨く。     | [ 3 ] |
| 4 | 2019年6月30日 | ムキムキ   | KO-TA（VO2MAX）が特別講師として登場。腹筋競争・上体そらし対決を行う。 | [ 4 ] |
| 5 | 2019年7月7日  | 映える     | SNS映えする写真を撮るコツを学ぶ。                                     | [ 5 ] |
| 6 | 2019年7月14日 | 和食       | シチュエーションに合わせた演技をしながら和食を食べる。                | [ 6 ] |

| # | 配信日        | テーマ   | 授業内容                                                                                             | 参考   |
| - | ------------- | -------- | --- | ------ |
| 1 | 2019年8月25日 | 運動会   | 「NCT 127 大運動会」を開催。大玉ころがし・平均台・仮装ゾーン・大網くぐり・椅子取りゲームに挑戦する。 | [ 7 ]  |
| 2 | 2019年9月1日  | 運動会   | 応援団としてお笑いコンビきつねが登場。ムカデ競争・パン食い競争に挑戦する。                           | [ 8 ]  |
| 3 | 2019年9月8日  | 科学実験 | 特別講師としてサイエンスクリエイターの北沢善一が登場。科学実験を通して、リアクション芸を学ぶ。       | [ 9 ]  |
| 4 | 2019年9月15日 | 科学実験 | 特別講師としてサイエンスクリエイターの北沢善一が登場。科学実験を通して、リアクション芸を学ぶ。       | [ 10 ] |
| 5 | 2019年9月22日 | 肝試し   | 謎解きをしながら夜の廃校でペアになって肝試しをする。                                                 | [ 11 ] |
| 6 | 2019年9月29日 | 肝試し   | 謎解きをしながら夜の廃校でペアになって肝試しをする。                                                 | [ 12 ] |